# Albufeira
Albufeira este un oraș în Portugalia, pe coasta Algarve.

## Legături externe
- Map of the city Arhivat în 26 august 2012, la Wayback Machine.
- Map of the city centre Arhivat în 13 iulie 2019, la Wayback Machine.
- Map of the municipality Arhivat în 2 septembrie 2012, la Wayback Machine.